# Aracuaí (tiểu vùng)
Aracuaí là một tiểu vùng thuộc bang Minas Gerais, Brasil. Tiều vùng này có diện tích 10262 km², dân số năm 2007 là 151449 người.